# Lawrence Borha
Lawrence Borha (* 5. Juli 1984 in Staten Island, New York) ist ein US-amerikanischer Basketballspieler. Nach seiner Collegezeit in der NCAA spielte er zwei Spielzeiten in Europa, die erste davon beim deutschen Erstligisten Paderborn Baskets, wo er sich nicht durchsetzen konnte und die er nach dem Abstieg des Vereins aus der ersten Liga wieder verließ. Zuletzt spielte Borha in seiner Heimatstadt für die Vipers in der Minor League ABA.

## Karriere
Borha begann seine Karriere an der University of Utah im Team der Utah Utes. In seiner letzten Saison erzielte er dort durchschnittlich 11,7 Punkte und fing 3,4 Rebounds pro Spiel. Nach vier Jahren am College wechselte er zur Saison 2009/2010 als Profi zu den Paderborn Baskets in die Basketball-Bundesliga, die er nach nur einer Spielzeit wieder verließ. In dieser Zeit spielte er im Durchschnitt fast 13 Minuten pro Spiel, in denen er im Durchschnitt 3,1 Punkte erzielte. Nach einer weiteren Spielzeit bei Landstede aus Zwolle in der Saison 2010/11, wo er in der weniger renommierten ersten niederländischen Liga durchschnittlich 14,4 Punkte in gut 30 Minuten Spielzeit pro Spiel produzieren konnte, kehrte er in sein Heimatland zurück.